# Ибн Баззаз
Дервиш Таваккули ибн Исмаил ибн Хаджи Ардебили (перс. درویش توکلی بن اسماعیل بن حاجی اردبیلی‎), более известный как Ибн Базза́з (ابن بزاز) — последователь (мюрид) суфийского шейха Садр ад-Дина, автор биографии шейха Сефи ад-Дина, основателя ордена сефевие.
Точные даты рождения и смерти Ибн Баззаза неизвестны. Он был мюридом Садр ад-Дина (ум. 1391 или 1392), сына и преемника основателя суфийского ордена сефевие шейха Сефи ад-Дина (ум. 1334). Садр ад-Дин побудил Ибн Баззаза к написанию биографии своего отца. Работа над объёмным трудом (ок. 800 листов) под названием «Сафват ас-сафа» (араб. صفوة الصفا‎ — «Чистота чистоты») была закончена около 1358 года, спустя 24 года после смерти Сефи ад-Дина. В основном книга Ибн Баззаза была посвящена высказываниям и чудесам шейха, и содержит мало материала биографического характера.